# Người Rutul
Người Rutul (tiếng Rutul: Мыхабыр, đã Latinh hoá: Mykhabyr) là một nhóm dân tộc Bắc Kavkaz có nguồn gốc chủ yếu ở miền nam Dagestan và bắc Azerbaijan và nói tiếng Rutul.

## Từ nguyên

Các nhóm Ngôn ngữ-Sắc tộc tại vùng Kavkaz

### Người Rutul
Nguồn gốc của tên dân tộc Rutul đòi hỏi phải nghiên cứu thêm.
Các nguồn nổi tiếng đề cập đến từ Rutul là tác phẩm sử thi của Publius Virgil "Aeneid" và bài thơ của Claudius Rutilius Namatsian "Khi trở về từ Rome đến Galia".
Lịch sử ban đầu của Rutul gắn liền với sự hình thành nhà nước của người da trắng Albania, được hình thành vào cuối thế kỷ thứ hai và giữa thế kỷ I trước Công nguyên. Oe., Bao gồm các dân tộc Nam Dagestan. Theo một số nhà sử học, tổ tiên của Rutuls là Gargar.